# Hamburger Universität für Wirtschaft und Politik
Die Hamburger Universität für Wirtschaft und Politik (HWP) wurde 1948 als Akademie für Gemeinwirtschaft gegründet und 2005 mit der Universität Hamburg fusioniert. Als Fachbereich Sozialökonomie bildet sie heute gemeinsam mit den Fachbereichen Sozialwissenschaften und Volkswirtschaftslehre die Fakultät Wirtschafts- und Sozialwissenschaften der Universität Hamburg.

## Geschichte

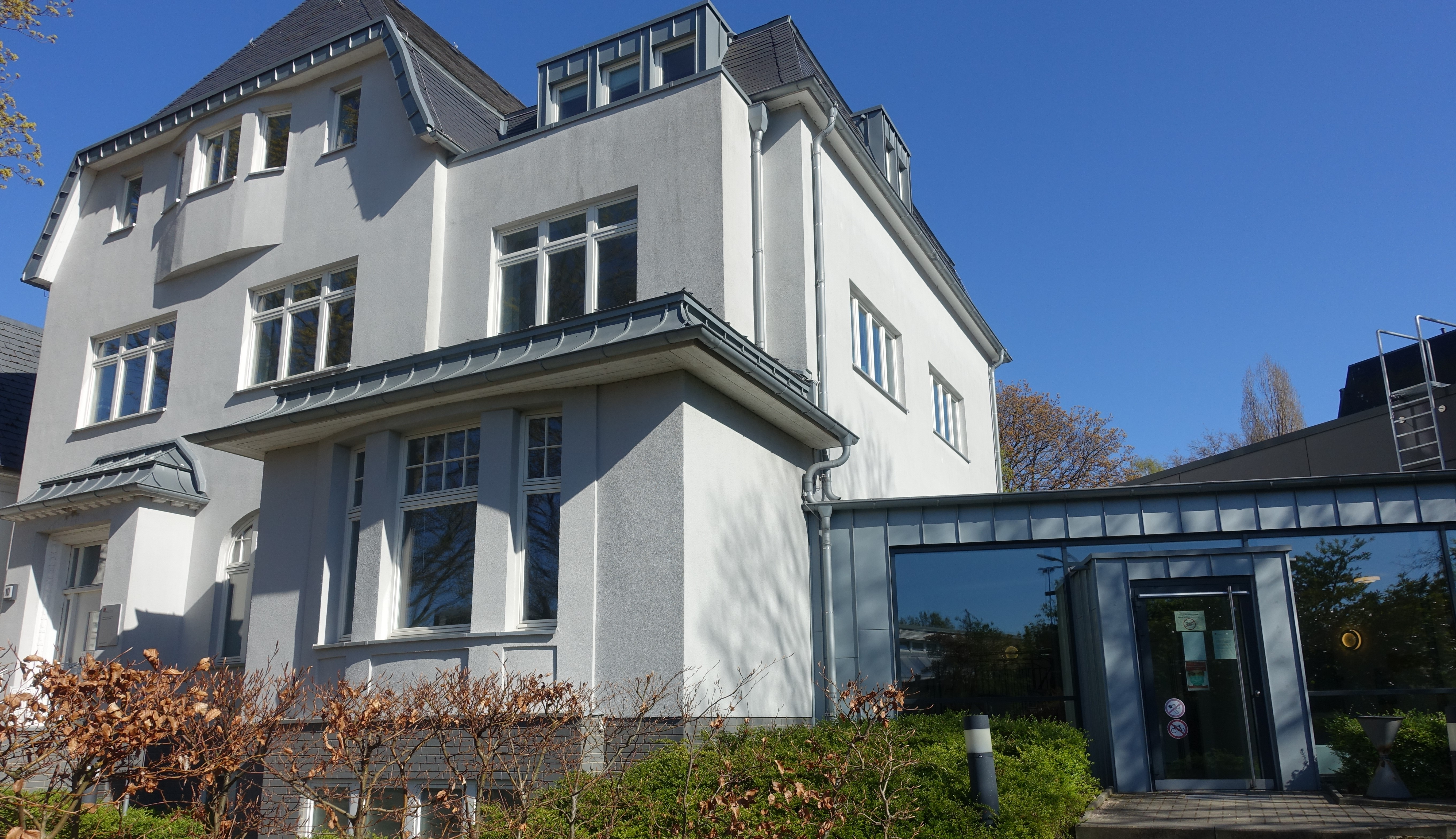
Früherer Sitz der Akademie für Gemeinwirtschaft in der Mollerstraße 2021

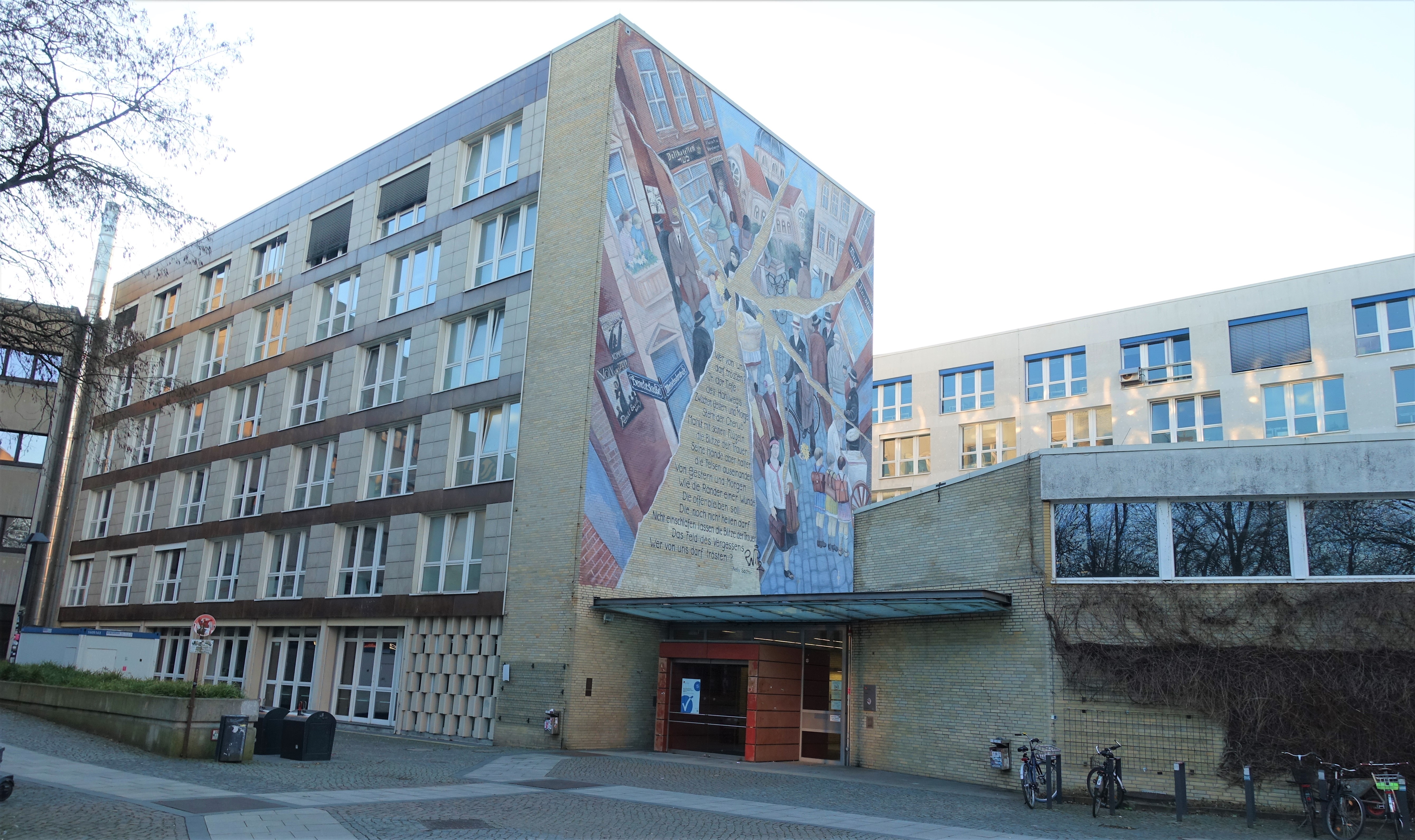
Früheres Gebäude der HWP Von-Melle-Park 9 in der Universität Hamburg

Die Universität entstand aus der im Herbst 1948 gegründeten Akademie für Gemeinwirtschaft mit Sitz in der Mollerstraße 10 in Hamburg. Initiatoren für die Gründung waren Genossenschaftler, Gewerkschafter und Sozialdemokraten, die 1945 nach den Erfahrungen mit Wissenschaftlern während der Zeit des Nationalsozialismus eigentlich die Universität demokratisieren und reformieren wollten. An der Universität sollte je ein Lehrstuhl für Gewerkschafts- und Genossenschaftswesen gegründet und der Führungsnachwuchs der Gewerkschaften und Genossenschaften sollte wie der Nachwuchs für leitende Stellen in der Wirtschaft an der Universität ausgebildet werden. Anfänglich wurden 80 Studierende pro Jahr und Lehrgang ausgebildet. Der Hamburger Schulsenator Heinrich Landahl nahm die Anregung auf und förderte die Gründung eines eigenen Instituts – der Akademie für Gemeinwirtschaft –, um einerseits den Führungsnachwuchs von Gewerkschaften und Genossenschaften auszubilden, da deren führende Rolle beim Wiederaufbau und der Neuordnung der deutschen Wirtschaft noch für selbstverständlich gehalten wurde. Vorbild für den institutionellen Aufbau und den Lehrplan wurde die 1920 gegründete Akademie der Arbeit in Frankfurt am Main. Unter der Mitwirkung von Karl Schiller wurde der Lehrplan entwickelt und der universitätsähnliche Aufbau des Instituts vorangetrieben.
1948, als der Unterricht beginnen sollte, waren durch Marshallplan und Währungsreform die Weichen für die Reetablierung der Marktwirtschaft in West-Deutschland gestellt und die wirtschaftsdemokratischen Neuordnungsvorstellungen der Gewerkschafter und Sozialdemokraten über einen „Dritten Weg“ zwischen Sozialismus und Kapitalismus, die demokratische Gemeinwirtschaft – die im Gründungskonzept und im Namen der Institution ihren Niederschlag gefunden hatte – zerschlugen sich. Da der Name nun festgelegt war, wurde er auf den „Wirtschaftssektor“ Gemeinwirtschaft bezogen: die Unternehmungen des Staates und der Gemeinden, die Genossenschaften und genossenschaftlichen Unternehmungen sowie die Gewerkschaften und die gemeinwirtschaftlichen Betriebe.
Die Akademie für Gemeinwirtschaft wurde 1961 in Akademie für Wirtschaft und Politik umbenannt. Ihr offizielles Unterrichtsziel war nun die Ausbildung mittlerer wirtschaftlicher Führungskräfte. Damit hatte sie in den 1960er Jahren so großen Erfolg, dass sie 1970, als die Fachober- und Fachhochschulen gegründet wurden, in die Hochschule für Wirtschaft und Politik umgewandelt wurde. Ab Anfang der 1980er Jahre wurde das Studium, das nach sechs Semestern zu einem Abschluss als Dipl. Soziologe, Dipl. Betriebswirt bzw. als Dipl. Volkswirt geführt hatte, durch ein dreisemestriges sozialökonomisches Studium ergänzt, dessen Abschluss als Diplom-Sozialökonom zur Promotion berechtigte. Von 1991 bis zum 31. März 2005 war die HWP eine selbständige Universität, was 2001 zur Umbenennung der Universität führte.

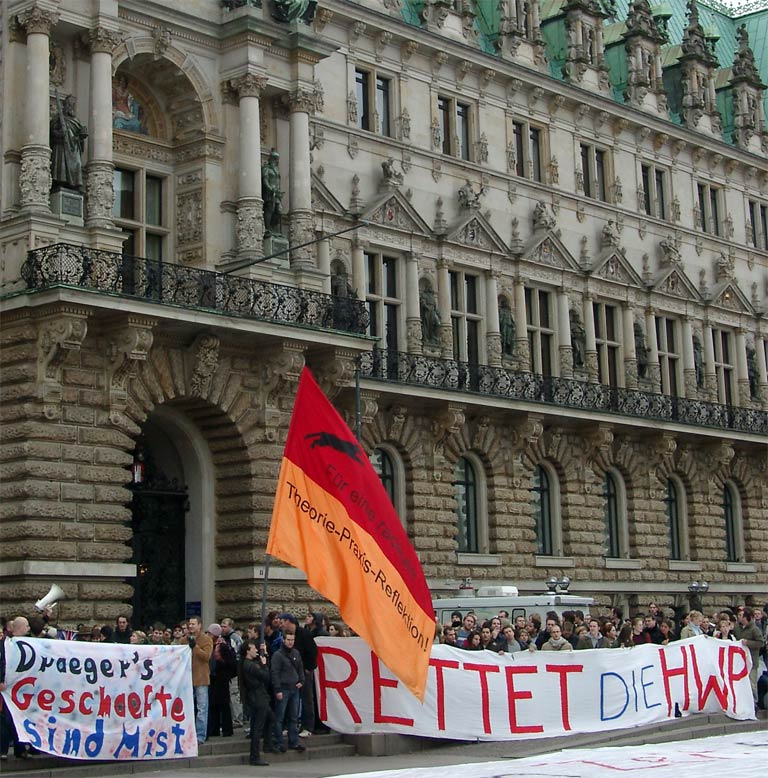
Demonstration zur Abwehr der Vereinigung der HWP mit der Universität Hamburg

Seit dem 1. April 2005 gehört die ehemalige HWP als Department Wirtschaft und Politik (DWP) zu der Universität Hamburg (UHH). 2009 wurde das Department aufgelöst und als Fachbereich Sozialökonomie vollständig in die Fakultät Wirtschafts- und Sozialwissenschaften der Hamburger Universität eingegliedert. Die seit 2003 geplante und bis 2009 andauernde Eingliederung der HWP in die Universität Hamburg verursachte jahrelangen Protest von Studierenden, Professoren und aus der Verwaltung. Diese fanden ein bundesweites Medienecho.
Am Fachbereich Sozialökonomie der Universität Hamburg können auch Menschen ohne Abitur über den offenen Hochschulzugang über eine Hochschulzugangsprüfung studieren. Deshalb beinhaltet das Grundstudium auch Einführungskurse und Brückenseminare, die auf Menschen aus dem 2. und 3. Bildungsweg zugeschnitten sind, siehe Zweiter Bildungsweg. Die Studierenden können ihr Abiturwissen oder die vorhandenen Berufserfahrungen in das Studium integrieren und sollen einen anerkannten Hochschulabschluss erlangen.
Zum Profil des Fachbereichs Sozialökonomie – an der Fakultät Wirtschafts- und Sozialwissenschaften der Universität Hamburg – gehören das Studium ohne Abitur, das gestufte Bachelor- und Masterkonzept mit Abschlüssen nach sechs Semestern (Bachelor) und zehn Semestern (Master), die Interdisziplinarität und Praxisorientierung sowie die internationale Ausrichtung.
Die Notwendigkeit der Sozialökonomie wird nach dem Soziologen Alfred Oppolzer aus den verschiedenen Einzeldisziplinen heraus gefordert, beispielsweise aus der Betriebswirtschaftslehre (Schultz 1988), ebenso aus der Volkswirtschaftslehre (Günter Schmölders 1973) und der Politischen Ökonomie (Werner Hofmann 1969), aus der Soziologie (Max Weber 1904) ebenso wie aus der Arbeitswissenschaft (Schweres 1980; Oppolzer 1989). (Vgl. Oppolzer, Seite 25).

## Selbstverständnis der HWP
Der Gründungskonzeption nach hatte die Akademie für Gemeinwirtschaft eine doppelte Zielsetzung: der einzuführenden Gemeinwirtschaft die im neuen demokratischen Geist ausgebildeten Führungskräfte zur Verfügung zu stellen und durch die Rekrutierung der Studierenden vor allem unter Arbeitern und Arbeiterkindern diesen eine vollwertige Hochschulbildung zu bieten.
Zugangsvoraussetzung zum Studium war nicht das Abitur, sondern das Bestehen einer umfangreichen Aufnahmeprüfung: Teilnehmen konnten auch Personen mit einem Hauptschulabschluss und einer gewerblichen Berufsausbildung, sofern sich der Personenkreis durch Teilnahme an Fortbildungsaktivitäten hinreichend vorbereitet hatte. Diese Zugangsweise charakterisiert die Institution als „Zweiten Bildungsweg“. Sie sollte vor allem solchen Bewerbern offenstehen, „die durch die sozialen und wirtschaftlichen Verhältnisse oder durch die besonderen Zeitumstände bisher von einer Hochschulbildung ausgeschlossen waren.“ (Bedingungen für die Zulassung zum Studium an der Akademie für Gemeinwirtschaft Hamburg – vom November 1953). Seit 1970 galt auch die Fachhochschulreife oder eine als gleichwertig anerkannte Ausbildung als Zugangsberechtigung. Das Studium dauerte bis 1966 vier, ab 1967 sechs Semester.
Von Beginn an handelte es sich um einen integrierten wirtschafts- und sozialwissenschaftlichen Studiengang, der die Fächer Volkswirtschaftslehre, Betriebswirtschaftslehre, Soziologie und Rechtswissenschaft umfasste. Alle Studierenden mussten alle vier Fächer studieren; bis in die 1960er Jahre gab es keinen fachspezifischen, sondern nur einen einheitlichen Abschluss der Akademie. Bis 1970 erhielten die Absolventen mit einem mindestens guten Studienabschluss die fachgebundene Hochschulreife für ein Weiterstudium in Wirtschafts- oder Sozialwissenschaften an der Universität. Ab 1970 erhielten alle Absolventen die allgemeine Hochschulreife. Nachdem man diese an der Hochschule für Wirtschaft und Politik erwerben konnte, haben viele Absolventen des sechssemestrigen Studiengangs ihr Studium dennoch an der HWP fortgesetzt, anstatt an eine Universität zu wechseln. Der einheitliche Abschluss als Diplom-Sozialökonom signalisierte das Selbstverständnis der HWP, dass sie eben nicht eine Zuliefereinrichtung für die Universität ist, sondern einen akademisch eigenständigen, interdisziplinären Studiengang und Studienabschluss anbietet, der nicht nur berufliche Karrieren ermöglicht, sondern auch einen differenzierten und genaueren Blick auf die Gesellschaft eröffnet, auf den sich die Hochschule auch in ihrem Leitbild beruft.
Der „Bildungsauftrag“ der Akademie für Gemeinwirtschaft, an dem sich auch noch manche Dozenten der Hamburger Universität für Wirtschaft und Politik orientierten, wurde 1958 auf der Zehnjahresfeier der AfG von Heinz-Dietrich Ortlieb so formuliert: „Bildung liegt in der Erziehung zu sachlicher Haltung, zur kritischen Urteilsfähigkeit, zur Fähigkeit, sich gleicherweise in einen Stoff vertiefen und von ihm distanzieren zu können, sich bewusst zu werden, auf welchen Voraussetzungen ein Urteil beruht und unter welchen es allein Gültigkeit haben kann, und vor allem: Bildung gilt als geknüpft an die Fähigkeit, sich liebgewordener, aber fragwürdiger Voreingenommenheiten zu enthalten.“
Seit 1952 unterstützt ein Freundes- und Förderkreis die Hochschule. Die "Gesellschaft der Freunde und Förderer des Fachbereichs Sozialokonomie (vormals HWP) e. V. hatte 1973 1.645 Mitglieder, darunter viele Firmen der Gemeinwirtschaft (1975: 32 Unternehmen, überwiegend aus der co-op-Gruppe). Für das Jahr 1998 hatte die GdFF 935 Mitglieder vermeldet. Im Jahr 2012 waren es noch rund 500 Mitglieder, wobei sich die Anzahl vermutlich weiter deutlich verringert hat. Die aktuelle Mitgliederzahl (Stand 2022) ist nicht bekannt, da der Vorstand der GdFF hierzu keine offiziellen Angaben mehr macht.  Zu den prominentesten Mitgliedern des Freundeskreises gehörte Altbundeskanzler Helmut Schmidt, der in den frühen Jahren auch Vorträge vor den Studierenden hielt.  In den 1970er Jahren wurden von der GdFF regelmäßig Veröffentlichungen wie das Hamburger Jahrbuch, ab 1980 das Jahrbuch für Sozialökonomie und Gesellschaftstheorie mit Beiträgen von Wissenschaftlern der HWP finanziell unterstützt.
Im Dezember 2022 ist mit dem Buch „Lernen. Lehren. Leben. Absolventinnen und Absolventen der Hochschule für Wirtschaft und Politik erinnern sich“, ein Band erschienen, der mehr als 60 Bildungsbiografien ehemaliger Studierender sowie Beiträge ehemaliger Lehrender enthält, wie zum Beispiel Helga Milz, Harald Mattfeldt, Ulla Ralfs, Udo Reifner, Jürgen Prott, Bodo Abel, Wolfgang Fritz, Karl-Jürgen Bieback und Ulrich Mückenberger. Ergänzt werden diese Texte durch drei Beiträge, die Eduard Heimann, Ralf Dahrendorf sowie Paul Sethe als ehemalige Dozenten der Hochschule porträtieren. Das Heimann-Porträt wurde von Heinz Rieter verfasst. Autor des Porträts über Dahrendorf ist Karl F. Schumann. Das Buch wird außerdem begleitet durch einen Text von Dorothee Bittscheidt, der letzten Präsidentin der HWP sowie Karsten Nowrot, der als Professor am Fachbereich Sozialökonomie der Universität Hamburg lehrt. Herausgeber des Buches sind Björn Engholm und Dieter Koch, der nicht nur Absolvent, sondern auch als langjähriger Leiter der Prüfungsabteilung der HWP tätig war. Das Buch wurde im Sommer 2023 in die Longlist zum Buchpreis HamburgLesen 2023 aufgenommen, der von der Staats- und Universitätsbibliothek Hamburg verliehen wird.

## Persönlichkeiten

### Absolventen
- Kazim Abaci (* 1965), deutscher Politiker (SPD)
- Walter Arendt (1925–2005), Vorsitzender der IG-Bergbau, Arbeitsminister a. D.
- Caroline Beil (* 1966), Fernsehmoderatorin und Schauspielerin
- Dietmar Beiersdorfer (* 1963), ehemaliger Vorstandsvorsitzender der HSV Fußball AG.
- Irmgard Blättel (* 1928), Sozialpolitikerin (CDU), Mitglied im DGB-Bundesvorstand
- Dieter Blötz (1931–1987), deutscher Politiker (SPD) und Vizepräsident des Bundesnachrichtendienstes a. D.
- Peter Bohlmann (* 1972), Landrat des Landkreises Verden
- Niels Böttcher (1962–2020), deutscher Politiker (CDU)
- Karlheinz Bräuer (1924–2007), deutscher Politiker (SPD)
- Burkhard Brozat (* 1953), Autor, Komponist, Musikproduzent
- Kai Burmeister (* 1976), Vorsitzender DGB Baden-Württemberg
- Christian Carstensen MdB (* 1973), Hamburg Nord
- Jan Ehlers (1939–2019), Hamburger Sozialsenator a. D.
- Günther Einert (1930–2015), Staatsminister a. D.
- Björn Engholm (* 1939), Ministerpräsident von Schleswig-Holstein a. D.
- David Erkalp (* 1974), Hamburger Politiker (CDU) und Mitglied der Hamburgischen Bürgerschaft
- Britta Ernst (* 1961), Bildungsministerin in Schleswig-Holstein und Brandenburg, SPD
- Klaus Ernst (* 1954), Mitbegründer und Vorstandsmitglied von WASG, Die Linke und BSW
- Thomas Faust (* 1963), Wissenschaftliches Mitglied der Kueser Akademie für Europäische Geistesgeschichte
- Jan Feddersen (* 1957), Journalist
- Helmut Fröhlich (* 1929), deutscher Politiker (SPD), Innensenator a. D.
- Silke Gajek (* 1962), deutsche Politikerin (Bündnis 90/Die Grünen), Vizepräsidentin des Landtages Mecklenburg-Vorpommern, a. D.
- Günter Garbrecht (* 1950), deutscher Politiker (SPD)
- Helga Gießelmann (* 1949), deutsche Politikerin (SPD)[11]
- Gerhard Glogowski (* 1943), Ministerpräsident des Landes Niedersachsen a. D.
- Philipp Häfner (* 1966), Vizepräsident am Rechnungshof der Freien und Hansestadt Hamburg.[12]
- Erivan Haub (1932–2018), ehemaliger alleingeschäftsführender Gesellschafter der Tengelmann-Unternehmensgruppe
- Hans-Olaf Henkel (* 1940), Politiker (LKR)
- Hermann Heberlein (1922–1999), deutscher Politiker (SPD)
- Elfriede Hoffmann (1926–2010), ehemaliges Mitglied des Vorstandes der Gewerkschaft Handel, Banken und Versicherungen sowie Bundesvorsitzende der Arbeitsgemeinschaft sozialdemokratischer Frauen
- Heidi Höppner, Professorin für Physiotherapie an der Alice Salomon Hochschule, Berlin
- Reinhard Hornung (* 1957), Filmemacher
- Roland Issen (* 1938), ehemaliger Vorsitzender der Deutschen Angestellten-Gewerkschaft
- Ulla Jelpke (* 1951), MdB (die LINKE)
- Helmut Jenkis (1927–2016), deutscher Wirtschaftswissenschaftler
- Dirk Jora (* 1960), Sänger der Hamburger Punkband Slime
- Heinrich Junker (1923–2012), deutscher Politiker (SPD)
- Heinz Kluncker (1925–2005), ehemaliger Vorsitzender der ÖTV
- Stefan Kornatz (* 1968), Regisseur und Drehbuchautor
- Jutta Krellmann (* 1956), deutsche Politikerin (die LINKE)
- Jens Libbe (* 1962), Wirtschaftswissenschaftler und Stadtforscher
- Bettina Lösch (* 1972), Professorin für Politikwissenschaft und Bildungspolitik
- Fabio De Masi (* 1980), MdB (die LINKE)
- Angelika Mertens (1952–2019), Parlamentarische Staatssekretärin a. D.
- Heinz-Werner Meyer (1932–1994), ehemaliger DGB-Vorsitzender und MdB
- Theodor Wonja Michael (1925–2019), deutscher Schauspieler, Journalist und Mitarbeiter des BND[13]
- Maria Mischo-Kelling, Hochschullehrerin, Stiftungsprofessur für Theorie und Praxis der klinischen Pflege an der Hochschule Ravensburg-Weingarten[14]
- Cornelia Möhring (* 1960), MdB (die LINKE)
- Kornelia Möller (* 1961), ehemalige MdB (die LINKE)
- Friedhelm Mönter (1946–2009), Journalist
- Wilhelm Nölling (1933–2019), Präsident der Landeszentralbank Hamburg
- Jörn Oltmann (* 1966), deutscher Politiker (Bündnis 90/Die Grünen), Bezirksbürgermeister in Berlin, Tempelhof-Schöneberg
- Gerhard Orgaß (1927–2012), ehemaliger MdB (CDU)
- Verena Di Pasquale, Stellvertretende Vorsitzende des DGB Bayern
- Marianne Pieper (* 1949), Professorin für Soziologie
- Ralf Ptak (* 1960), Professor für ökonomische Bildung

- Luitpold Rampeltshammer, Hochschullehrer, Autor und Leiter der Kooperationsstelle Wissenschaft und Arbeitswelt an der Universität des Saarlandes[15]
- Lucy Redler (* 1979), deutsche Politikerin der Sozialistischen Alternative (SAV)
- Jörg Reitzig (* 1966), Professor für Sozialökonomie und Sozialpolitik
- Hans Reymann (1925–1988), deutscher Politiker (SPD)
- Heinz Ruhnau (1929–2020), ehemaliger Vorstandsvorsitzender der Lufthansa
- Bernd Saxe (* 1954), Bürgermeister der Hansestadt Lübeck
- Harald Schartau (* 1953), Wirtschaftsminister und SPD-Landesvorsitzender von Nordrhein-Westfalen a. D.
- Volker Schlotmann (* 1956), Minister a. D. Mecklenburg-Vorpommern
- Hubertus Schmoldt (* 1945), Vorsitzender der IG Bergbau, Chemie, Energie
- Willi Schmöller (* 1945), Oberbürgermeister a. D. der Stadt Passau
- Carsten Sieling (* 1959), Präsident des Senats und Bürgermeister der Freien Hansestadt Bremen a. D.
- Karl-Heinz Sohn (1928–2017), Staatssekretär a. D.
- Werner Staak (1933–2006), deutscher Politiker (SPD), Innensenator a. D.
- Leander Sukov (* 1957), Schriftsteller, Vizepräsident des deutschen PEN-Zentrums, stellvertretender Bundesvorsitzender des Verbandes deutscher Schriftstellerinnen und Schriftsteller
- Werner Tegtmeier (1940–2025), Staatssekretär im Bundesministerium für Arbeit und Soziales a. D.
- Janko Tietz (* 1972), Journalist
- Heinz Oskar Vetter (1917–1990), ehemaliger DGB-Vorsitzender
- Walter Vieth, Organisator des ersten ALDI Discountmarktes und Geschäftsführer des ersten METRO Großmarktes in Essen[16]
- Jacques Voigtländer (* 1948), deutscher Politiker (SPD)
- Peter Wellmann (1943–2014), deutscher Politiker (SPD)
- Thomas Westphal (* 1967), ehemaliger Juso-Bundesvorsitzender und Oberbürgermeister der Stadt Dortmund[17]
- Margrit Wetzel (1950–2021), ehemalige MdB (SPD)
- Christian Wiechel-Kramüller (* 1966), Journalist und Autor
- Klaus Wiegand (* 1939), ehemaliger Vorstandssprecher der Metro AG und Gründer der Stiftung Forum für Verantwortung
- Manfred Wilke (1941–2022), Soziologie-Professor und DDR-Forscher
- Marco Wilkens (* 1961), Professor für Finanz- und Bankwirtschaft
- Peter Zahn (1944–2001), ehemaliges Mitglied des Landtags von Schleswig-Holstein und parlament. Vertreter des Innenministers

### Professoren (Auswahl)
- Bodo Abel (* 1948), Wirtschaftswissenschaftler
- Andreas Ackermann (1946–2024), Politiker
- Norbert Aust (* 1943), Jurist, Unternehmer und Kulturmanager, 1970–1992
- Karl Christian Behrens (1907–1980), Professor für Betriebswirtschaftslehre
- Peter Bendixen (1933–2014), Ökonom und Kulturwissenschaftler
- Karl-Jürgen Bieback (* 1944), Rechtswissenschaftler
- Karl Martin Bolte (1925–2011), Soziologe
- Bärbel von Borries-Pusback (1942–2010), Soziologin
- Stefan Breuer (* 1948), Soziologe
- Dietrich Budäus (* 1942), Professor für Betriebswirtschaftslehre und Public Management
- Hans-Gerwin Burgbacher (1941;–2007), Rechtswissenschaftler, 1973–2005
- Karl-Hermann Capelle (1901–1982), Rechtswissenschaftler, 1957–1969
- Edgar Castan (1931–2021), Wirtschaftswissenschaftler und Professor für Betriebswirtschaftslehre, 1974–1994
- Ralf Dahrendorf (1929–2009), deutsch-britischer Soziologe, Publizist und Politiker, 1958–1960
- Wulf Damkowski (* 1941), Politiker
- Heinrich Epskamp (* 1942), Soziologe
- Helmut D. Fangmann (1943–1996), Jurist
- Heiner Flassbeck (* 1950), Wirtschaftswissenschaftler
- Wolfgang Fritz (* 1951), Ökonom
- Elmar Gerum (* 1946), Wirtschaftswissenschaftler
- Jörg Goldberg (* 1943), Ökonom und Sachbuchautor
- Werner Goldschmidt (1940–2019), Soziologe, 1978–2006
- Leonhard Hajen (* 1948), Professor für Nationalökonomie und Politiker, 1981–2013
- Frigga Haug (* 1937), Soziologin und Philosophin, bis 2001
- Friedrich Heckmann (* 1941), Professor für Soziologie, 1982–1992
- Eduard Heimann (1889–1967), Wirtschafts- und Sozialwissenschaftler
- Arne Heise (* 1960), Professor für Finanzwissenschaft
- Jürgen Hoffmann (1944–2009), Politikwissenschaftler
- Wulf D. Hund (* 1946), Soziologe
- Carl Jantke (1909–1989), Soziologe und Sozialhistorike, 1953–1957[18]
- Werner Jochmann (1921–1994), Historiker, 1960
- Ernst August Jüres (1920–2012), Soziologe
- Heinz Kluth (1921–1977), Soziologe, 1952–1953
- Kai-Oliver Knops (* 1966), Rechtswissenschaftler
- Janpeter Kob (1927–1986), Soziologe
- Werner Krone (1916–2004), Volkswirt
- Lars Lambrecht (* 1944), Soziologe
- Siegfried Landshut (1897–1968), Politologe und Soziologe, 1952–1959
- Ralf Mairose (1940–2001), Volkswirt und Politiker
- Harald Mattfeldt (* 1943), Professor für Volkswirtschaftslehre, seit 1977
- Helga Milz (* 1945), Professorin für Soziologie, seit 1973
- Bruno Molitor (1927–2019), Ökonom, 1964 bis 1966
- Ulrich Mückenberger (* 1944), Rechts- und Politikwissenschaftler, seit 1985
- Friedhelm Neidhardt (1934–2023), Soziologe, 1969–1971
- Dietrich von Oppen (1912–2006), Theologe und Sozialethiker, 1954–1960
- Alfred Oppolzer (* 1946), Soziologe und Sozialökonom
- Heinz-Dietrich Ortlieb (1910–2001), Ökonom
- Norman Paech (* 1938), Jurist, von 1982 bis 2003
- Elisabeth Pfeil (1901–1975), Stadtsoziologin und Flüchtlingsforscherin
- Jürgen Prott (* 1942), Soziologe
- Norbert Reich (1937–2015), Rechtswissenschaftler
- Udo Reifner (* 1948), Verbraucherrechtler
- Hans Wilhelm Ritschl (1897–1993), Nationalökonom
- Peter Saß, (1971–2001), Wirtschaftswissenschaftler
- Helmut Schelsky (1912–1984), Soziologe, 1949–1953
- Gerhard Scherhorn (1930–2018), Wirtschaftswissenschaftler, 1966–1975
- Karl Schiller (1911–1994), Wissenschaftler und Politiker
- Wolfgang Schoeller (1943–2021), Politikwissenschaftler
- Herbert Schui (1940–2016), Wirtschaftswissenschaftler und Politiker, 1980–2005
- Paul Sethe (1901–1967), Publizist, Journalist und Geisteswissenschaftler
- Edmund Sundhoff (1912–1998), Ökonom, 1951–1954[19]
- Johannes Stupka (1915–1980), Ökonom[20]
- Hermann-Josef Tebroke (* 1964), Betriebswirt und Politiker, 1999–2001
- Heinz Josef Varain (1925–2011), Politikwissenschaftler, 1960
- Eberhard Witte (1928–2016), Wirtschaftswissenschaftler, 1956–1962
- Gerhard Wurzbacher (1912–1999), Soziologe, 1948–1952
- Ulrich Zachert (1943–2009), Jurist, 1981–2009
- Lothar Zechlin (* 1944), Hochschullehrer für Öffentliches Recht und Hochschulmanager, 1980–2003
- Michael Zerres (* 1945), Betriebswirtschaftler, 1993–2005
- Horst Zündorf (* 1955), Ökonom